# Saint-Georges, Manitoba
Saint-Georges  är ett litet samhälle i Manitoba, vid Winnipeg-floden. Det ligger på landsbygden i kommunen Alexander.